# Ralph Avenue
Ralph Avenue è una fermata della metropolitana di New York situata sulla linea IND Fulton Street. Nel 2019 è stata utilizzata da 1 829 126 passeggeri. È servita dalla linea C sempre tranne di notte, quando è servita dalla linea A.

## Storia
La stazione fu aperta il 9 aprile 1936.

## Strutture e impianti
La stazione è sotterranea, ha due banchine laterali e quattro binari, i due esterni per i treni locali e i due interni per quelli espressi che saltano la stazione. È posta al di sotto di Fulton Street e il mezzanino possiede tre ingressi, due all'incrocio con Ralph Avenue e uno all'incrocio con MacDougal Street.

## Interscambi
La stazione è servita da alcune autolinee gestite da NYCT Bus.
- Fermata autobus